# Miconia inanis
Miconia inanis là một loài thực vật có hoa trong họ Mua. Loài này được Cogn. & Gleason ex Gleason mô tả khoa học đầu tiên năm 1932.